# Henry Stuart Darnley
Henry Stuart, Lord Darnley (Temple, Leeds, 7 december 1545 - Edinburgh, 10 februari 1567). Hij was de zoon van Matthew Stuart en Margaret Douglas. Op 29 juli 1565 is Henry Stuart gehuwd met zijn nicht koningin Maria I van Schotland. Henry Stuart is de vader van koning Jacobus I van Engeland.

## Vroege leven
Darnley werd geboren op 7 december 1545 in Temple, Leeds, Yorkshire, Engeland als zoon van de katholieke Matthew Stewart, vierde graaf van Lennox, en Margaret Douglas. Hij huwde op 26 juli 1565 met zijn nicht Mary, Queen of Scots in een kapel van Holyrood Palace in Edinburgh. Queen Mary vergrootte hiermee voor haar kinderen de kans om zowel te regeren over Schotland als Engeland. Ze waren al familie van elkaar: ze hadden een grootmoeder gemeen, Margaretha Tudor, waardoor ze beiden een grote kans maakten op de troon van Engeland. Darnley was een nakomeling van een dochter van Jacobus II van Schotland, waardoor hij kans maakte op de troon van Schotland; Darnley's achternaam voerde terug op Alexander Stewart, vierde High Steward of Scotland.
Darnley kreeg de formele titel van Koning van Schotland, maar kon geen echte koninklijke macht uitoefenen.

## Huwelijk en overlijden
Zijn huwelijk met Queen Mary was geen succes. Darnley was niet populair bij de edelen. Zijn gedrag werd niet altijd als volwassen beschouwd en bepaald gedrag was sadistisch te noemen; dit gedrag werd verergerd door een drankprobleem. Queen Mary werd al vroeg zwanger. Toch was Darnley jaloers op David Riccio, de privésecretaris van de koningin. Uiteindelijk resulteerde dit in een complot van Darnley en zijn aanhangers tegen Riccio, die vermoord werd in het paleis.
Op 19 juni 1566 werd Jacobus I van Engeland geboren, waardoor de relatie tussen Darnley en de koningin verbeterde. Darnley wilde echter meer macht en drong aan op het recht om als koning te regeren over Schotland mocht Queen Mary overlijden.
Ten gevolge van een complot tussen zijn vrouw en een aantal edelen dat bekend is geworden onder de naam Craigmillar Bond werd Darnley vermoord in de nacht van 9 op 10 februari 1567. De lichamen van Darnley en zijn page werden gevonden in de tuinen van Kirk o' Fields in Edinburgh. Het huis zelf was door brand verwoest. Darnley was gekleed in nachtkledij, wat suggereerde dat hij in haast zijn slaapkamer had verlaten. Beide lichamen toonden sporen van wurging.
De verdenking viel op James Hepburn, vierde graaf van Bothwell en zijn aanhangers en ook op de koningin, maar dit kon niet worden bewezen. Korte tijd later huwde Queen Mary de graaf van Bothwell. De bevolking stond hier niet al te positief tegenover. De dood van Darnley wordt dan ook door historici gezien als het keerpunt waarop de steun die Queen Mary had afnam wat uiteindelijk ertoe leidde dat ze de Schotse troon verloor.
- Biblioteca Nacional de España: XX5450052
- Bibliothèque nationale de France: cb16200286f (data)
- Gemeinsame Normdatei: 119528517
- International Standard Name Identifier: 0000 0000 5425 7814
- Library of Congress Control Number: nr93013805
- Nationale bibliotheek van Australië: 63540936
- Nationale Bibliotheek van Israël: 987007285176505171
- Nederlandse Thesaurus van Auteursnamen: 074968335
- SNAC: w66t0zcg
- Système universitaire de documentation: 124441912
- Trove: 1852139
- Virtual International Authority File: 40190630
- WorldCat: E39PBJw94trdb7pdYxfCqtVt8C